# Body of Evidence
Body of Evidence (en España, El cuerpo del delito) es una película de 1993 producida por Dino De Laurentiis y distribuida por Metro-Goldwyn-Mayer. Fue dirigida por Uli Edel y protagonizada por Madonna y Willem Dafoe, junto con Joe Mantegna, Anne Archer, Julianne Moore, Frank Langella y Jürgen Prochnow en papeles secundarios.

## Argumento
Rebbeca Carlson es acusada de haber asesinado a un hombre en el acto sexual para heredar sus millones. Ella alega que es inocente y el abogado Frank Dulaney, que mantiene con el tiempo un amorío con ella, la defiende en el venidero juicio. Su mujer Sharon Delaney se entera y tiene por ello un problema matrimonial.
Él consigue absolverla, porque el testigo más importante, el Dr. Payly, mintió en el estrado. Sin embargo, el abogado empieza a darse gradualmente cuenta de que se conocen y consigue atraparlos después in fragranti. Resulta que él mintió para ella para que pudiese ser absuelta sabiendo que lo había asesinado y que había seducido a Frank para que la defendiese con pasión en el juicio.
Cuando descubre que ella solo lo utilizó y que iba a perderlo todo por esa mentira en el estrado, el Dr. Payley la mata con disparos a pesar de los intentos de Frank de impedirlo. Después del acontecimiento, Dr. Payly es arrestado por la policía por sus acciones, mientras que Frank, después de verlo, se va con su mujer con la intención de reparar la relación con ella.

## Reparto
| Actor            | Personaje         |
| ---------------- | ----------------- |
| Willem Dafoe     | Frank Dulaney     |
| Madonna          | Rebecca Carlson.  |
| Joe Mantegna     | Robert Garrett    |
| Anne Archer      | Joanne Braslow    |
| Frank Langella   | Jeffrey Roston    |
| Julianne Moore   | Sharon Dulaney    |
| Jürgen Prochnow  | Dr. Alan Payley   |
| Charles Hallahan | Dr. McCurdy       |
| Stan Shaw        | Charles Briggs    |
| Richard Riehle   | Detective Griffin |